# Йоргія
Йоргія — представник едіакарскої фауни, що належить до проартикулятів.

## Історія відкриття, походження назви
Знайдена наприкінці XX століття на Зимовому березі Білого моря в Архангельській області Росії і названа так Андрій Юрійович Іванцовим за назвою річки Йорга (рос. Ёрга). Типовий вид названо на честь Б. Ваггонера, який знайшов перший екземпляр.

## Опис, морфологія, спосіб життя

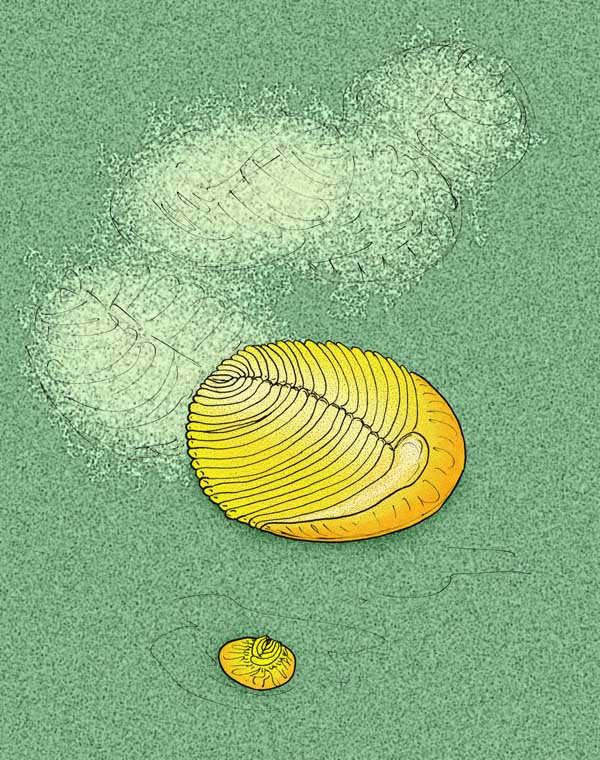
Йоргія (реконструкція)

Тіло йоргії округле, а точніше, злегка яйцеподібної форми, з пригостреним заднім кінцем. Відношення довжини до ширини наближається до одиниці. Довжина коливається від 1 до 21,5 см. Тіло відносно товсте, зі сплощеними верхньою і нижньою сторонами. Втім, за теорією «картонки для яєць» Д. В. Гражданкіна та М. Б. Бурзіна, у йоргій, як і в інших вендобіонтов, не було, по суті, ні «товщини», ні, відповідно, верхньої та нижньої сторони: їхні тіла були тонкі, майже плоскі, гофровані мембрани, нерухомо лежали на морському дні та поглинали з води розчинену в ній органіку. Інша, більш підтримувана на поточний момент теорія, теорія «стьобаної ковдри», описує тіла вендобіонтов як широкі стрічки зі здуттями; при цьому припускається, як і в вищеописаній версії, що тварини не мали внутрішніх органів, а харчувалися і дихали за рахунок дифузії через поверхню тіла — благо відношення поверхні до об'єму було досить значним. (Вендобіонти могли досягати величезних розмірів в довжину-ширину, при цьому їх товщина завжди була значно меншою). Також є припущення, що ці організми були автотрофними, як сучасні погонофори і деякі інші глибоководні тварини: в їх тілі жили численні симбіонти — одноклітинні водорості і / або хемоавтотрофні бактерії, завдяки чому тварини-господарі були незалежні від зовнішніх джерел їжі. Нарешті, за однією з версій, вендобіонти і, відповідно, йоргії все ж мали деякі внутрішні органи, у крайньому разі, травну систему. Докладніше про це див. нижче.
Тіло йоргії ділиться на нерозчленовану передню частину («голову») і задню, розчленовану, яка становить більшу частину тіла. Ізомери розчленованої частини, як і в інших проартикулятів, розташовані по обидва боки від уявної поздовжньої осі тіла, зі зсувом один відносно одного приблизно на половину ширини ізомеру. Крайній передній ізомер (розташований біля більш широкого кінця тіла) помітно ширший від інших і далеко заходить на протилежну сторону, вдаючись у нерозчленовану область. Всі ізомери вузькі та довгі, приблизно однакової ширини. Від тупого кінця тіла до загостреного (тобто від передньої частини тіла до задньої) довжина ізомерів зменшується, а кут, утворений з віссю, плавно змінюється з 90° до 0°. Бічні кінці ізомерів загострені та загнуті в бік заднього краю тіла. Кількість ізомерів — 23-35 пар і не залежить від розмірів тіла. На поверхні нерозчленованого поля явно помітні заглиблення, які трактуються як залишки системи травних залоз.

### Морфологія дитячого організму
Була знайдена йоргія на ювенільній стадії розвитку організму, діаметром всього 7,8 мм. У цього примірника розчленована область займає лише третину загальної площі тіла, а всі ізомери розташовуються під дуже невеликим кутом до поздовжньої осі тіла, і з усіх сторін, за винятком заднього кінця, оточені нерозчленованою областю. На ній також можна побачити ямчасто-борознисті поглиблення.

## Ланцюжки слідів

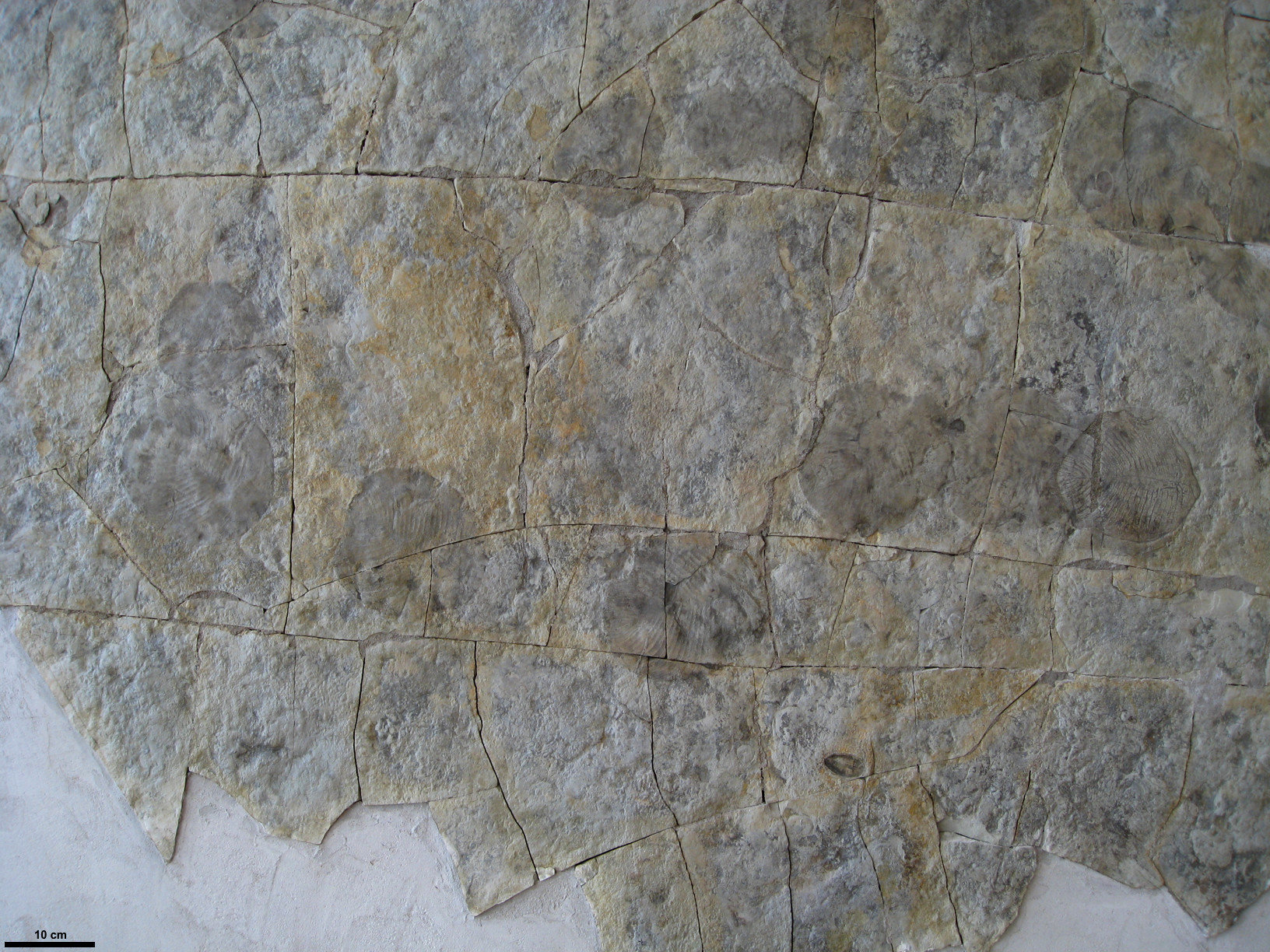
Epibaion waggoneris, ланцюжок слідових платформ і відбиток тіла Yorgia waggoneri (праворуч), який залишив ці сліди

В самому кінці XX століття в Зимових горах на узбережжі Білого моря було виявлено багате місцезнаходження викопних організмів, назване «Йоргієвий пласт». Воно привернуло до себе увагу не тільки кількістю і різноманіттям знайдених в ньому слідів організмів, але і якістю їх відбитків: близько майже кожного негативного відбитка спостерігалося скупчення рівних йому за розміром і формою позитивних. Було відмічено, що однакові позитивні відбитки складаються в ланцюжки, на кінцях яких часто знаходиться відбиток, виражений в негативному рельєфі. Існувало три можливих пояснення спостережуваного явища: за першим — кожен відбиток належав окремому організму; за другим — негативний відбиток в ланцюжку належав безпосередньо тварині, а позитивні — його репліки; за третім — негативний відбиток належав організму, а позитивні — його линьочних чохлам. У результаті підтвердилася друга версія. По-перше, всі відбитки в ланцюжку були абсолютно однаковими, не тільки одного розміру, а і єдиної структури; спостерігалися навіть сліди прижиттєвих ушкоджень організмів, що справно повторювалися в рамках одного ланцюжка. По-друге, часто кілька відбитків накладалися один на одного, зберігаючи власний рельєф. Ці сліди дозволили вченим зробити безліч висновків і припущень щодо життя йоргій.

Йоргія

Більше ретельне дослідження зразків дозволило стверджувати, що все велике місце поховання було покрито органічною (ймовірно, водорослево-бактеріальною) плівкою. Це означає, що позитивні відбитки — як би «вигравірувані» на поверхні мікробного мата сліди харчування йоргій, що нерухомо сиділи на ньому. Однакова збереженість всіх слідів в ланцюжку, навіть у вельми довгих, свідчить про те, що перенесення організму з одного місця на інше не могло статися в результаті дії водних потоків, як припустив спочатку Е. Дзик, а створювався самим організмом, а також те, що переміщення організму в межах спостережуваного ланцюжка було достатньо швидким, тобто організм довго не затримувався на одному місці. Відсутність на відбитках яких-небудь дефектів, що мало вказувати на відштовхування тіла від ґрунту (крім хіба що розмитості країв позитивних відбитків), вказує на плавний характер руху. Сама поверхня мата не зберегла жодних слідів пересування йоргій. Можна припустити, що переміщення здійснювалося за рахунок хвилеподібних згинань бічних країв тіла, або ж роботи миготливого епітелію, який міг існувати у цих тварин. З його допомогою йоргії також могли захоплювати та переміщати частинки органічного субстрату в особливі витягнуті кишені, які протягуються впоперек і вздовж осі тіла організму: слідами цих передбачуваних кишень вважаються депресії й піщані зліпки на відбитках організмів. В системі кишень, яка по всій своїй довжині сполучалася із зовнішнім середовищем, відбувалося травлення. Втім, це вже здогадки. А от що можна сказати з упевненістю, так це те, що характер руху йоргії був спрямованим, те, що у тварини була виражена передня і задня частини тіла, і те, що передня частина знаходилася в ширшій стороні тіла, там, де була нерозчленована область: на все це вказує чітка орієнтація слідів в межах одного ланцюжка, спрямована головним кінцем вперед, до завершального ланцюжка негативного відбитка організму.
У «Йоргієвому пласті» були знайдені такі ж ланцюжка відбитків Дикінсонії, а також нововідкритої, встановленої виключно з реплік на ґрунті, тварини — епібайона; але найбільше «наслідили» тут йоргії. Їм же належить і рекорд довжини ланцюжка — 4,3 м. Саме завдяки цій цінній знахідці йоргії стали широко відомі та популярні в палеонтологічному середовищі.
Вважається, що знайдені ланцюжки слідів є доказом того, що істоти, які їх залишили — тварини, отже, проартикуляти належать до тварин. Це перший подібний доказ для вендської фауни. Ці масові відбитки дикінсоній і йоргій також остаточно підтвердили, що у них (а значить, і у решти проартикулятів, мабуть, теж) не існувало ніг або подібних їм придатків.